# Wielkie żarcie
Wielkie żarcie (fr. La Grande bouffe) – francusko-włoski film, komediodramat z 1973 roku w reżyserii Marco Ferreriego. W roku premiery był uznawany za szokujący.

## Opis fabuły
Czterech znajomych w mocno średnim wieku: producent telewizyjny Michel, pilot samolotów pasażerskich Marcello, chorujący na cukrzycę sędzia Philippe oraz restaurator i kucharz Ugo, spotykają się w willi Philippe'a w centrum Paryża (w której na co dzień mieszka tylko stróż), aby popełnić samobójstwo – umrzeć z przejedzenia. Na życzenie Philippe'a stróż zaopatrzył spiżarnię w ogromne zapasy wszystkiego, czego tylko dusza zapragnie, ponadto każdy z panów przywozi zapas różnych potraw. Panowie sami będą przyrządzać potrawy – każdy potrafi przyrządzić coś dobrego, a Ugo jest w tym mistrzem i koneserem. Pierwszego wieczoru obżarstwa panowie oglądają też zdjęcia erotyczne i opowiadają o swych dokonaniach. Na następny wieczór erotoman Marcello sprowadza na teren willi 3 prostytutki. Do towarzystwa dołącza też nauczycielka Andréa, poznana przez panów przypadkowo za dnia i zaproszona na wieczorną ucztę – samotna kobieta spragniona wrażeń. Z czasem wielkie obżarstwo staje się coraz bardziej hedonistyczne, a główni bohaterowie (poza Marcello, który umiera z przemarznięcia w samochodzie wyścigowym – rzecz dzieje się wczesną zimą) kolejno konają z przejedzenia.

## Obsada
- Marcello Mastroianni – Marcello
- Ugo Tognazzi – Ugo
- Philippe Noiret – Filip
- Michel Piccoli – Michel
- Andréa Ferréol – Andrea
- Michele Alexandre – Nicole
- Florence Giorgetti – Anna
- Solange Blondeau – Danielle
- Monique Chaumette – Madeleine
- Bernard Menez – Pierre
- Henri Piccoli – Hector
- Louis Navarre – Braguti

## Nagrody i nominacje
- (1973, wygrana) Marco Ferreri – Międzynarodowa Federacja Krytyków Filmowych (FIPRESCI), Cannes[1][2]
- (22 marca 1974, wygrana) Goldene Leinwand, Berlin[1][3]
- (1974, nominacja) Marco Ferreri – Złota Palma, Festiwal Filmowy w Cannes[1]